# حرفة يدوية

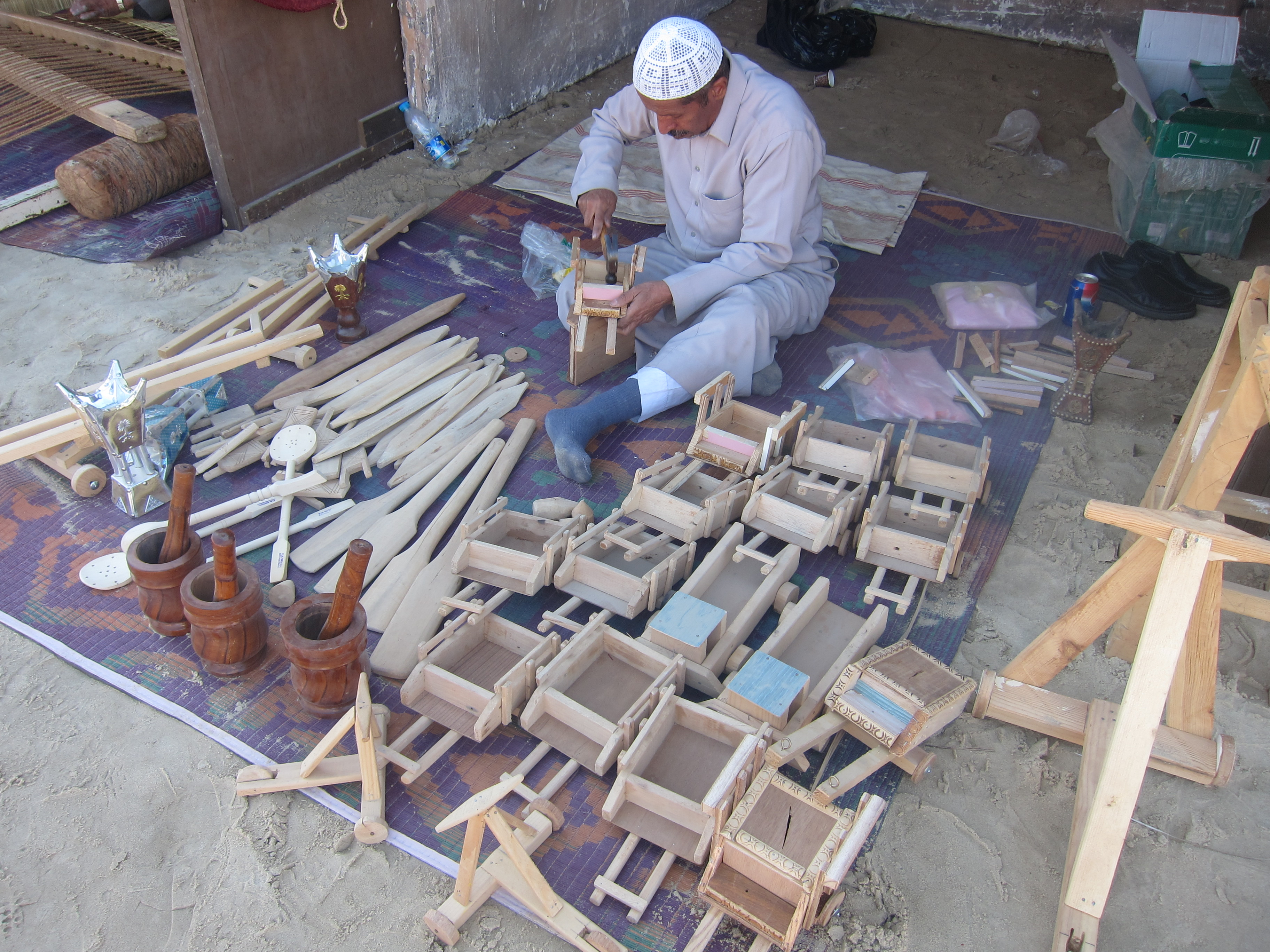
«حرَفي» في السعودية.

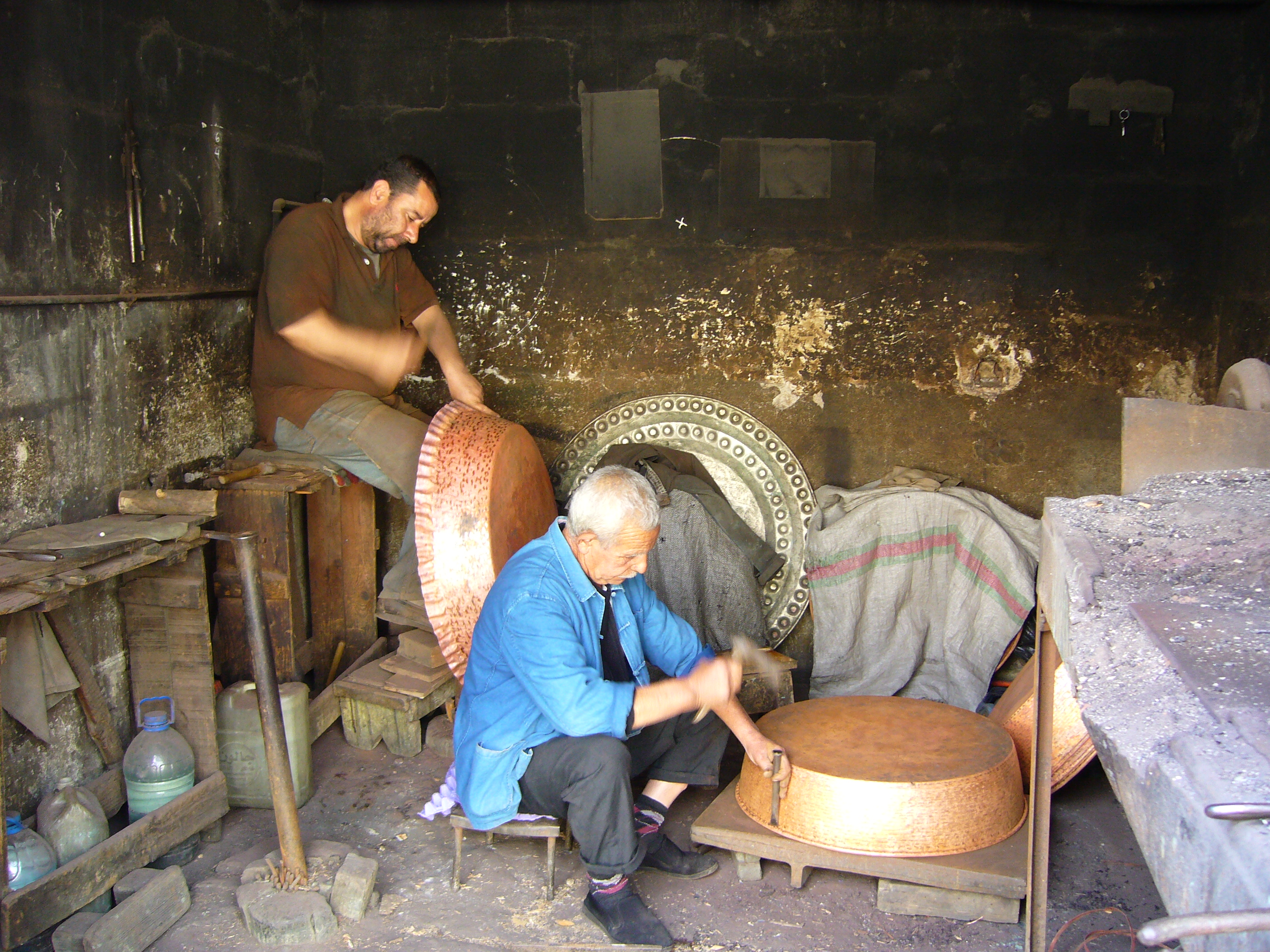
رجلان في تنقيش صينيـّـات النحاس

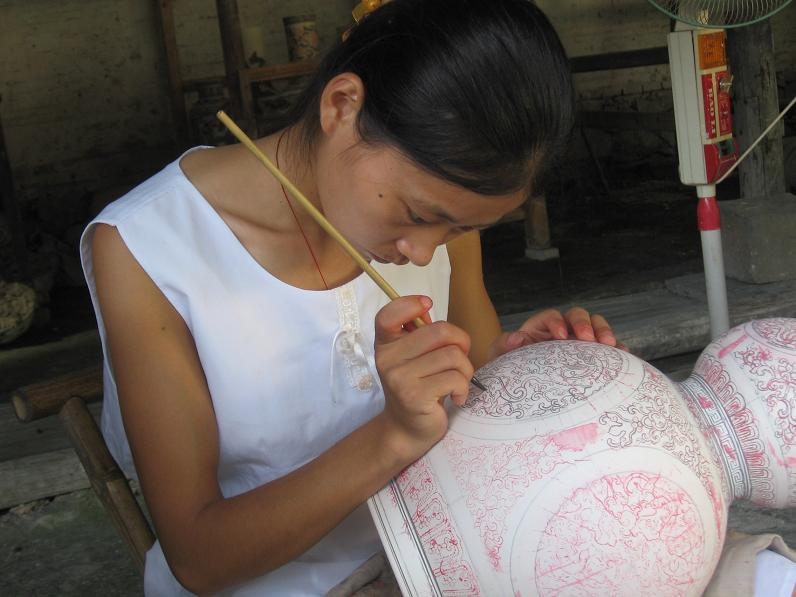
نقش خزف صيني

الحرفة اليدوية هي حرفة تنجز يدوياً من غير استخدام آلات للإنتاج للحصول على المشغولات اليدوية.